# Bill Hewitt (giocatore di football americano)
William Ernest Hewitt (Bay City, 8 ottobre 1909 – 14 gennaio 1947) è stato un giocatore di football americano statunitense della NFL.
Ha giocato 5 stagioni per i Chicago Bears (1932-1936), 3 per i Philadelphia Eagles (1937-1939) ed una per gli Steagles (1943). È ricordato per il suo diniego ad indossare il casco. Ha frequentato l'Università del Michigan. È deceduto in un incidente stradale nel 1947. Fu inserito nella Pro Football Hall of Fame nel 1971 ed inserito nella formazione ideale della NFL degli anni 1930.

## Palmarès

### Franchigia
- Campionati NFL : 2

Chicago Bears: 1932, 1933

### Individuale
- UPI First-team All-Pro: 4
- 1933, 1934, 1936, 1938
- UPI Second-team All-Pro: 2

1932, 1937
- Formazione ideale della NFL degli anni 1930
- Formazione ideale del 75º anniversario della National Football League
- Formazione ideale del 100º anniversario della National Football League
- Numero 56 ritirato dai Chicago Bears
- Pro Football Hall of Fame (classe del 1971)